# Edson Buddle
Edson Michael Buddle (New Rochelle, Nueva York, 21 de mayo de 1981) es un futbolista estadounidense, de origen jamaiquino, que actualmente juega para el Colorado Rapids de la Major League Soccer. Su padre es el exjugador jamaicano Winston Buddle.

## Selección nacional
Ha sido internacional con la Selección de fútbol de los Estados Unidos, ha jugado 6 partidos internacionales y ha anotado 2 goles.

### Participaciones en Copas del Mundo
| Mundial                        | Sede      | Resultado     |
| ------------------------------ | --------- | ------------- |
| Copa Mundial de Fútbol de 2010 | Sudáfrica | 8.os de final |

## Clubes
| Club                          | País           | Año         |
| ----------------------------- | -------------- | ----------- |
| Long Island Rough Riders      | Estados Unidos | 2000        |
| Columbus Crew                 | Estados Unidos | 2001-2005   |
| MetroStars                    | Estados Unidos | 2006        |
| Toronto FC                    | Canadá         | 2007        |
| Los Angeles Galaxy            | Estados Unidos | 2007-2012   |
| FC Ingolstadt 04 (a préstamo) | Alemania       | 2011 - 2012 |
| Colorado Rapids               | Estados Unidos | 2013-       |
| Los Angeles Galaxy            | Estados Unidos |             |

## Palmarés

### Campeonatos nacionales
| Título                   | Club               | País           | Año  |
| ------------------------ | ------------------ | -------------- | ---- |
| Lamar Hunt U.S. Open Cup | Columbus Crew      | Estados Unidos | 2002 |
| MLS Supporter's Shield   | Columbus Crew      | Estados Unidos | 2004 |
| MLS Supporter's Shield   | Los Angeles Galaxy | Estados Unidos | 2010 |
| MLS Supporters' Shield   | Los Angeles Galaxy | Estados Unidos | 2010 |
| Copa MLS                 | Los Angeles Galaxy | Estados Unidos | 2012 |